# Phyllodes floralis
Phyllodes floralis là một loài bướm đêm trong họ Noctuidae.

## Hình ảnh

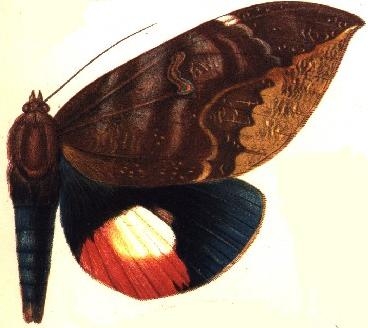